# Rocca di Mezzo
Rocca di Mezzo es un municipio situado en el territorio de la provincia de L'Aquila, en Abruzos (Italia). Tiene una población estimada, a fines de 2019, de 1,445 habitantes.

## Demografía
| Gráfica de evolución demográfica de Rocca di Mezzo entre 1861 y 2001 |
|                                                                      |
| fuente ISTAT - elaboración gráfica a cargo de Wikipedia              |